# Lasiophila piscina
Lasiophila piscina är en fjärilsart som beskrevs av Otto Thieme 1902. Lasiophila piscina ingår i släktet Lasiophila och familjen praktfjärilar. Inga underarter finns listade i Catalogue of Life.